# Polonia en los Juegos Paralímpicos de Arnhem 1980
Polonia estuvo representada en los Juegos Paralímpicos de Arnhem 1980 por un total de 80 deportistas, 50 hombres y 30 mujeres.

## Medallistas
El equipo paralímpico polaco obtuvo las siguientes medallas:
| Nombre                | Deporte         | Evento                               |
| --------------------- | --------------- | ------------------------------------ |
| Oro                   |                 |                                      |
| Zofia Mielech         | Atletismo       | Disco E femenino                     |
| Zofia Mielech         | Atletismo       | Jabalina E femenino                  |
| Zofia Mielech         | Atletismo       | Peso E femenino                      |
| Barbara Bedła         | Atletismo       | 400 m silla de ruedas D1 femenino    |
| Barbara Bedła         | Atletismo       | Disco D1 femenino                    |
| Barbara Bedła         | Atletismo       | Peso D1 femenino                     |
| Danuta Koźlak         | Atletismo       | 100 m C1 femenino                    |
| Danuta Koźlak         | Atletismo       | 400 m C1 femenino                    |
| Krystyna Ćwiklińska   | Atletismo       | Disco F femenino                     |
| Krystyna Ćwiklińska   | Atletismo       | Peso F femenino                      |
| Grażyna Kozłowska     | Atletismo       | 100 m B femenino                     |
| Alina Wieczorek       | Atletismo       | 400 m carrera a pie D1 femenino      |
| Z. Zawedija           | Atletismo       | Disco 3 femenino                     |
| Dorota Blok           | Atletismo       | Jabalina B femenino                  |
| Lilia Harasimczuk     | Atletismo       | Pentatlón 4 femenino                 |
| Jerzy Landos          | Atletismo       | 100 m B masculino                    |
| Jerzy Landos          | Atletismo       | 400 m B masculino                    |
| Marian Wierzbicki     | Atletismo       | 400 m F masculino                    |
| Marian Wierzbicki     | Atletismo       | Salto de longitud F masculino        |
| Jan Krauz             | Atletismo       | Salto de altura E masculino          |
| Jan Krauz             | Atletismo       | Salto de longitud E masculino        |
| Mieczysław Mamiński   | Atletismo       | Disco C1 masculino                   |
| Mieczysław Mamiński   | Atletismo       | Peso C1 masculino                    |
| Stanisław Paluch      | Atletismo       | Disco J masculino                    |
| Stanisław Paluch      | Atletismo       | Peso J masculino                     |
| Andrzej Pawlik        | Atletismo       | Triple salto B masculino             |
| Andrzej Pawlik        | Atletismo       | Pentatlón B masculino                |
| Andrzej Popławski     | Atletismo       | Disco D masculino                    |
| Andrzej Popławski     | Atletismo       | Peso D masculino                     |
| Andrzej Godlewski     | Atletismo       | Disco B masculino                    |
| Andrzej Zmitrowicz    | Atletismo       | Jabalina D masculino                 |
| Jerzy Dąbrowski       | Atletismo       | Jabalina E masculino                 |
| Andrzej Pawlik        | Atletismo       | Salto de longitud B masculino        |
| Ryszard Zyskowski     | Atletismo       | Pentatlón A masculino                |
| Jerzy Kuskowski       | Halterofilia    | –65 kg paraplejia masculino          |
| G. Ignaczuk           | Natación        | 25 m mariposa 4 femenino             |
| G. Ignaczuk           | Natación        | 100 m braza 4 femenino               |
| G. Ignaczuk           | Natación        | 100 m espalda 4 femenino             |
| G. Ignaczuk           | Natación        | 100 m libre 4 femenino               |
| G. Ignaczuk           | Natación        | 200 m estilos 4 femenino             |
| Agnieszka Ogorzelska  | Natación        | 100 m braza 6 femenino               |
| Agnieszka Ogorzelska  | Natación        | 100 m espalda 6 femenino             |
| Agnieszka Ogorzelska  | Natación        | 100 m libre 6 femenino               |
| Agnieszka Ogorzelska  | Natación        | 100 m mariposa 6 femenino            |
| Agnieszka Ogorzelska  | Natación        | 200 m estilos 6 femenino             |
| Lucyna Krajewska      | Natación        | 100 m braza C1 femenino              |
| Lucyna Krajewska      | Natación        | 100 m libre C1-D1 femenino           |
| Lucyna Krajewska      | Natación        | 150 m estilos C1 femenino            |
| Małgorzata Adamik     | Natación        | 50 m espalda 3 femenino              |
| Ewa Dudka             | Natación        | 100 m espalda C1-D1 femenino         |
| Equipo                | Natación        | 3 × 50 m estilos 2-4 femenino        |
| Equipo                | Natación        | 4 × 100 m estilos 1A-6 femenino      |
| Equipo                | Natación        | 3 × 100 m libre C1-D1 femenino       |
| Andrzej Surała        | Natación        | 25 m mariposa 2 masculino            |
| Andrzej Surała        | Natación        | 50 m braza 2 masculino               |
| Andrzej Surała        | Natación        | 50 m espalda 2 masculino             |
| Andrzej Surała        | Natación        | 50 m libre 2 masculino               |
| Andrzej Surała        | Natación        | 75 m estilos 2 masculino             |
| Andrzej Wojciechowski | Natación        | 50 m braza E1 masculino              |
| Andrzej Wojciechowski | Natación        | 50 m espalda E1 masculino            |
| Andrzej Wojciechowski | Natación        | 50 m libre E1 masculino              |
| Andrzej Wojciechowski | Natación        | 150 m estilos E1 masculino           |
| Mirosław Owczarek     | Natación        | 50 m braza 3 masculino               |
| Mirosław Owczarek     | Natación        | 50 m espalda 3 masculino             |
| Mirosław Owczarek     | Natación        | 50 m libre 3 masculino               |
| Zbigniew Smyk         | Natación        | 25 m braza 1C masculino              |
| Zbigniew Smyk         | Natación        | 25 m espalda 1C masculino            |
| Zbigniew Smyk         | Natación        | 25 m libre 1C masculino              |
| Arkadiusz Pawłowski   | Natación        | 25 m mariposa 3 masculino            |
| Arkadiusz Pawłowski   | Natación        | 100 m estilos 3 masculino            |
| Ryszard Machowczyk    | Natación        | 100 m espalda 5 masculino            |
| Ryszard Machowczyk    | Natación        | 200 m estilos 5 masculino            |
| Andrzej Blauciak      | Natación        | 100 m braza 6 masculino              |
| Grzegorz Biela        | Natación        | 100 m braza C masculino              |
| Equipo                | Natación        | 3 × 50 m estilos 2-4 masculino       |
| Plata                 |                 |                                      |
| Krystyna Ćwiklińska   | Atletismo       | 100 m F femenino                     |
| Krystyna Ćwiklińska   | Atletismo       | Jabalina F femenino                  |
| Krystyna Ćwiklińska   | Atletismo       | Salto de longitud F femenino         |
| Barbara Wardak        | Atletismo       | Disco B femenino                     |
| Barbara Wardak        | Atletismo       | Jabalina B femenino                  |
| Danuta Koźlak         | Atletismo       | Disco C1 femenino                    |
| Danuta Koźlak         | Atletismo       | Peso C1 femenino                     |
| Krystyna Owczarczyk   | Atletismo       | Jabalina 2 femenino                  |
| Krystyna Owczarczyk   | Atletismo       | Pentatlón 2 femenino                 |
| Barbara Bedła         | Atletismo       | 100 m D1 femenino                    |
| Lilia Harasimczuk     | Atletismo       | Disco 4 femenino                     |
| Alina Wieczorek       | Atletismo       | Peso D1 femenino                     |
| Zofia Mielech         | Atletismo       | Salto de longitud E femenino         |
| Jerzy Skrzypek        | Atletismo       | Disco 5 masculino                    |
| Jerzy Skrzypek        | Atletismo       | Jabalina 5 masculino                 |
| Jerzy Skrzypek        | Atletismo       | Peso 5 masculino                     |
| Jan Krauz             | Atletismo       | 100 m E masculino                    |
| Jan Krauz             | Atletismo       | 400 m E masculino                    |
| Andrzej Zmitrowicz    | Atletismo       | Disco D masculino                    |
| Andrzej Zmitrowicz    | Atletismo       | Peso D masculino                     |
| Jerzy Dąbrowski       | Atletismo       | Disco E masculino                    |
| Jerzy Dąbrowski       | Atletismo       | Peso E masculino                     |
| Józef Pokrywka        | Atletismo       | 400 m B masculino                    |
| Mieczysław Mamiński   | Atletismo       | 400 m C1 masculino                   |
| Henryk Piątkowski     | Atletismo       | Jabalina C1 masculino                |
| Ryszard Kożuch        | Atletismo       | Triple salto A masculino             |
| Paweł Janowicz        | Atletismo       | Pentatlón B masculino                |
| Eugeniusz Skarupa     | Halterofilia    | –51 kg paraplejia masculino          |
| Ryszard Tomaszewski   | Halterofilia    | –85 kg paraplejia masculino          |
| Małgorzata Kozłowska  | Natación        | 100 m braza 5 femenino               |
| Małgorzata Kozłowska  | Natación        | 100 m espalda 5 femenino             |
| Małgorzata Kozłowska  | Natación        | 200 m estilos 5 femenino             |
| Anna Korniewicz       | Natación        | 100 m braza E femenino               |
| Anna Korniewicz       | Natación        | 100 m espalda E femenino             |
| Equipo                | Natación        | 4 × 50 m libre 2-6 femenino          |
| Januariusz Małyska    | Natación        | 50 m braza 2 masculino               |
| Januariusz Małyska    | Natación        | 50 m espalda 2 masculino             |
| Januariusz Małyska    | Natación        | 75 m estilos 2 masculino             |
| Ryszard Machowczyk    | Natación        | 50 m mariposa 5 masculino            |
| Ryszard Machowczyk    | Natación        | 100 m braza 5 masculino              |
| Mirosław Owczarek     | Natación        | 25 m mariposa 3 masculino            |
| Mirosław Owczarek     | Natación        | 100 m estilos 3 masculino            |
| Arkadiusz Pawłowski   | Natación        | 50 m libre 3 masculino               |
| Adam Pielak           | Natación        | 100 m espalda 4 masculino            |
| Janusz Kozak          | Natación        | 100 m mariposa E masculino           |
| Grzegorz Biela        | Natación        | 400 m libre C-D masculino            |
| Equipo                | Natación        | 4 × 50 m libre 2-6 masculino         |
| Equipo                | Natación        | 4 × 100 m estilos 1A-6 masculino     |
| Ewa Kwiecińska        | Tiro con arco   | Doble ronda FITA amputación femenino |
| Equipo                | Voleibol de pie | Torneo masculino                     |
| Bronce                |                 |                                      |
| Alina Wieczorek       | Atletismo       | 100 m D1 femenino                    |
| Alina Wieczorek       | Atletismo       | Disco D1 femenino                    |
| Krystyna Owczarczyk   | Atletismo       | Disco 2 femenino                     |
| Krystyna Owczarczyk   | Atletismo       | Peso 2 femenino                      |
| Halina Sobolewska     | Atletismo       | Jabalina 3 femenino                  |
| Halina Sobolewska     | Atletismo       | Peso 3 femenino                      |
| Zofia Mielech         | Atletismo       | 100 m E femenino                     |
| Barbara Magda         | Atletismo       | Disco 4 femenino                     |
| Danuta Koźlak         | Atletismo       | Jabalina C1 femenino                 |
| Barbara Bedła         | Atletismo       | Jabalina D1 femenino                 |
| Barbara Wardak        | Atletismo       | Peso B femenino                      |
| Bożena Kwiatkowska    | Atletismo       | Salto de longitud B femenino         |
| Henryk Piątkowski     | Atletismo       | 100 m C1 masculino                   |
| Henryk Piątkowski     | Atletismo       | Disco C1 masculino                   |
| Henryk Piątkowski     | Atletismo       | Peso C1 masculino                    |
| Józef Jagieła         | Atletismo       | Disco 1C masculino                   |
| Józef Jagieła         | Atletismo       | Jabalina 1C masculino                |
| Andrzej Godlewski     | Atletismo       | Jabalina B masculino                 |
| Andrzej Godlewski     | Atletismo       | Peso B masculino                     |
| Ryszard Kożuch        | Atletismo       | 60 m A masculino                     |
| Józef Pokrywka        | Atletismo       | 100 m B masculino                    |
| Jan Krauz             | Atletismo       | 1500 m E masculino                   |
| Ryszard Zyskowski     | Atletismo       | Disco A masculino                    |
| Mieczysław Mamiński   | Atletismo       | Jabalina C1 masculino                |
| Stanisław Paluch      | Atletismo       | Jabalina J masculino                 |
| Jacek Kowalik         | Atletismo       | Peso 5 masculino                     |
| Jerzy Dąbrowski       | Atletismo       | Salto de longitud E masculino        |
| Zdzisław Kołodziej    | Halterofilia    | –57 kg paraplejia masculino          |
| Bogdan Lis            | Halterofilia    | –65 kg paraplejia masculino          |
| Małgorzata Kopeć      | Natación        | 25 m mariposa 2 femenino             |
| Małgorzata Kopeć      | Natación        | 50 m espalda 2 femenino              |
| Małgorzata Adamik     | Natación        | 25 m mariposa 3 femenino             |
| Małgorzata Adamik     | Natación        | 100 m estilos 3 femenino             |
| Małgorzata Kozłowska  | Natación        | 50 m mariposa 5 femenino             |
| Małgorzata Kozłowska  | Natación        | 100 m libre 5 femenino               |
| Irena Rusewicz        | Natación        | 50 m libre 2 femenino                |
| Irena Rusewicz        | Natación        | 75 m estilos 2 femenino              |
| Ewa Dudka             | Natación        | 100 m braza C1 femenino              |
| Ewa Dudka             | Natación        | 150 m estilos C1 femenino            |
| Bożena Czopek         | Natación        | 100 m braza D1 femenino              |
| Bożena Czopek         | Natación        | 150 m estilos D1 femenino            |
| Krystyna Sikorska     | Natación        | 100 m mariposa D femenino            |
| Anna Korniewicz       | Natación        | 200 m estilos E femenino             |
| Janusz Kozak          | Natación        | 100 m braza E masculino              |
| Janusz Kozak          | Natación        | 100 m libre E masculino              |
| Janusz Kozak          | Natación        | 200 m estilos E masculino            |
| Wiesław Chorzępa      | Natación        | 100 m braza C1 masculino             |
| Wiesław Chorzępa      | Natación        | 150 m estilos C1 masculino           |
| Grzegorz Biela        | Natación        | 100 m mariposa C masculino           |
| Grzegorz Biela        | Natación        | 200 m estilos C masculino            |
| Arkadiusz Pawłowski   | Natación        | 50 m braza 3 masculino               |
| Zbigniew Sajkiewicz   | Natación        | 200 m estilos 6 masculino            |